# Plantacja

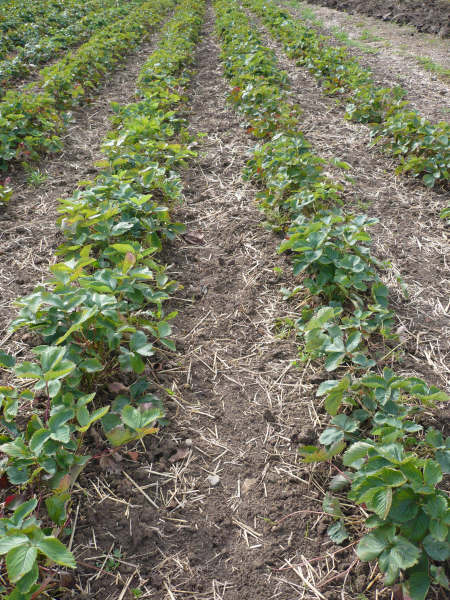
Plantacja truskawek we Francji.

Plantacja (z łac. plantatio od łac. plantare – sadzić) – duży teren przeznaczony pod uprawę jednej rośliny (monokultura).
Plantacje występują głównie w krajach gorących stref klimatycznych.
Na plantacjach uprawia się głównie:
- trzcinę cukrową,
- kawę,
- herbatę,
- kauczukowiec,
- bawełnę,
- banany,
- tytoń,
- buraki cukrowe.

W strefie klimatu umiarkowanego określenie stosuje się także w odniesieniu do roślin jagodowych takich jak:
- truskawka,
- porzeczka,
- agrest,
- borówka wysoka,
- malina,
- żurawina.

Termin plantacja może być używany do upraw leśnych, na przykład:
- plantacja choinek,
- plantacja nasienna drzew leśnych,
- plantacja sosnowa.

Plantacje gorących stref klimatycznych:
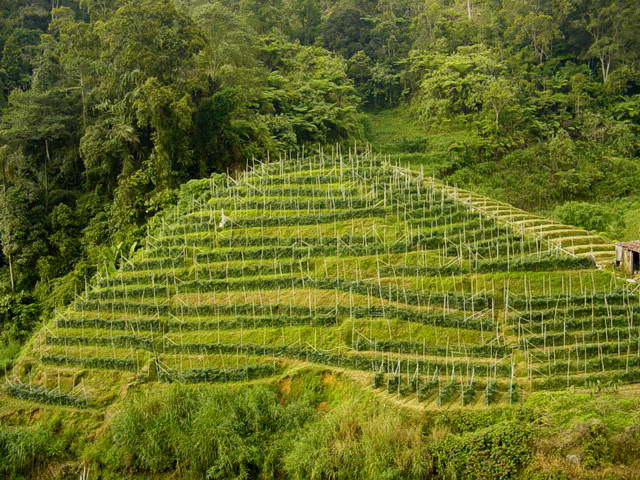
...herbaty w Malezji,
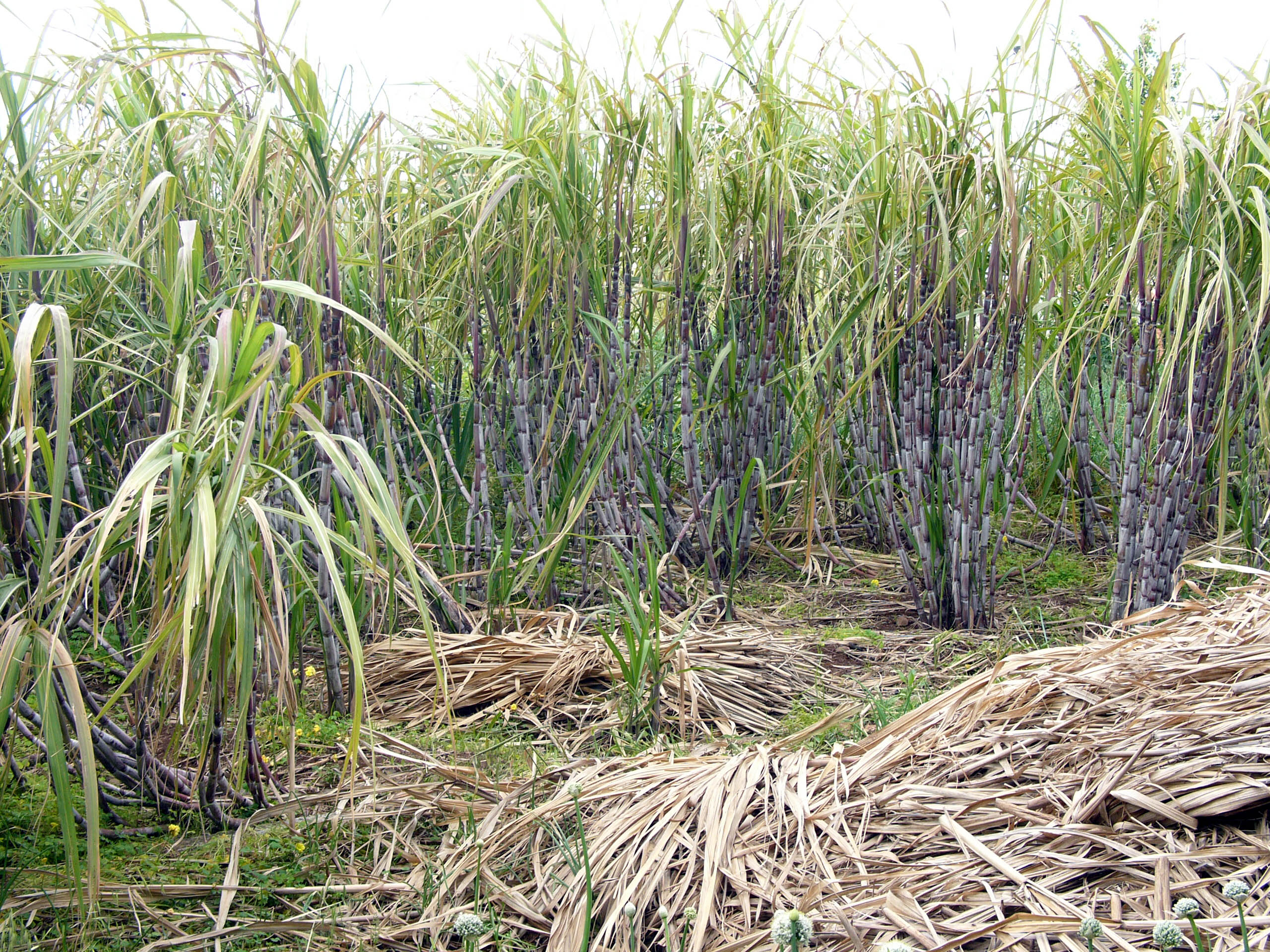
...trzciny cukrowej na Maderze,
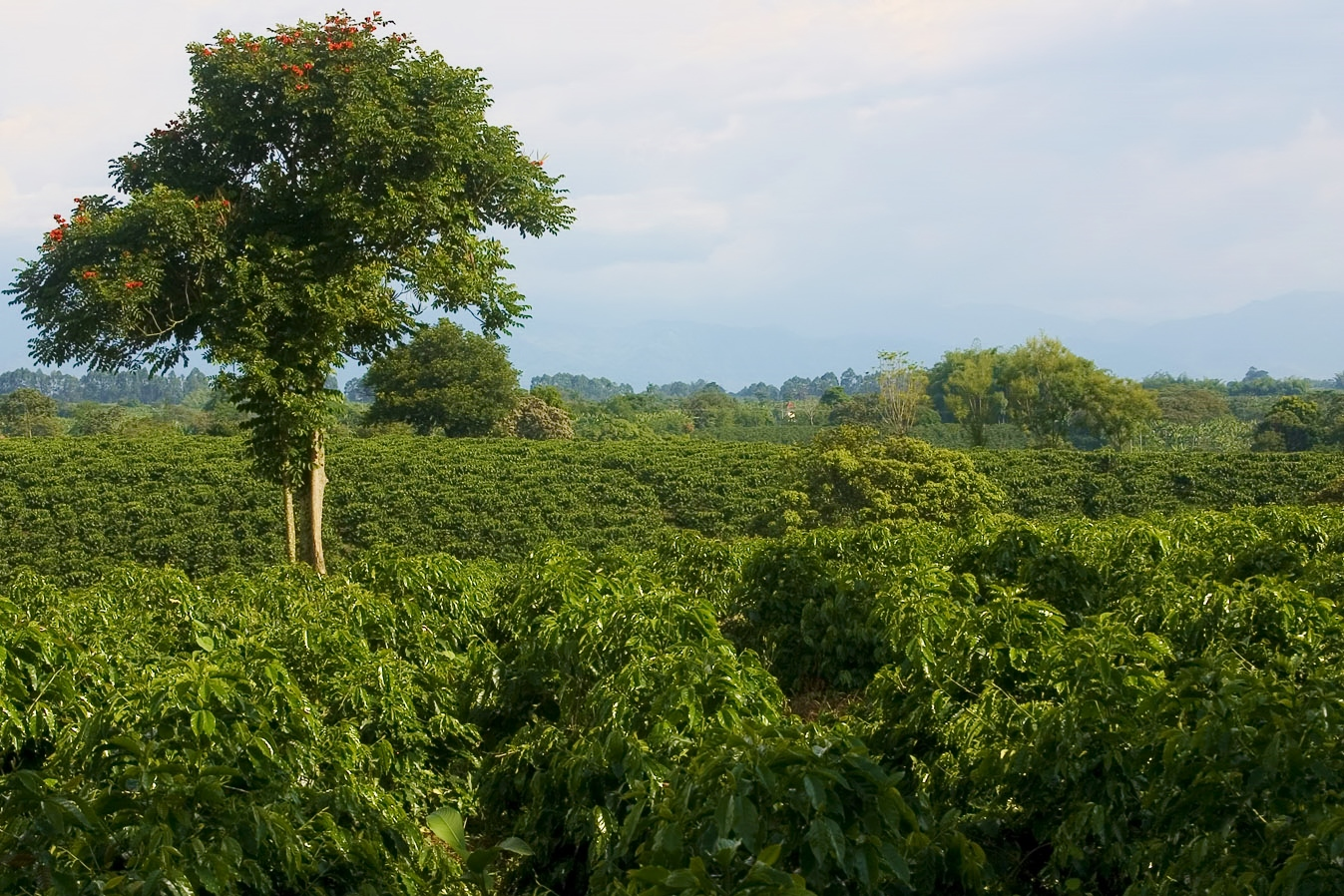
...kawy w Kolumbii,
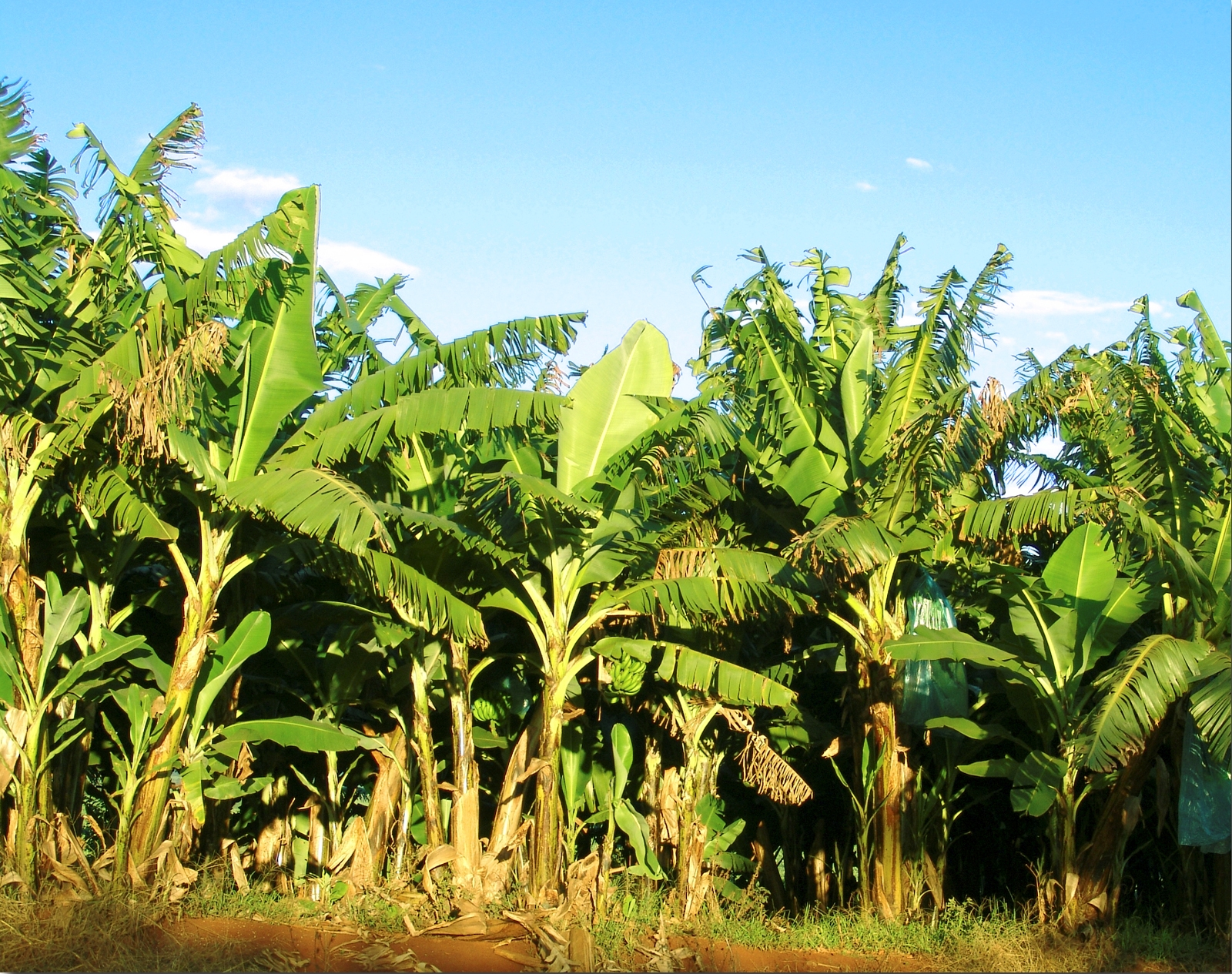
...bananów w Brazylii.